# Жеральдін Донді
Жеральдін Донді (нар. 13 квітня 1976) — колишня швейцарська тенісистка.
Найвищу одиночну позицію світового рейтингу — 269 місце досягла 25 жовтня 1993, парну — 317 місце — 2 жовтня 1995 року.

## Фінали ITF
| турніри $25,000 |
| турніри $10,000 |

### Парний розряд: 1 (0–1)
| Результат | Ранг | Дата           | Турнір                  | Покриття | Партнерка  | Суперниці                   | Рахунок       |
| --------- | ---- | -------------- | ----------------------- | -------- | ---------- | --------------------------- | ------------- |
| Поразка   | 1.   | 11 жовтня 1993 | ITF Бургдорф, Швейцарія | Тверде   | Наталі Чан | Ленка Ценкова Алена Вашкова | 6–1, 4–6, 3–6 |